# Wiener Sport-Club
Wiener Sport-Club, známý také pod zkráceným názvem Wiener SC, byl rakouský fotbalový klub z Vídně, sídlící tradičně ve vídeňské čtvrti Dornbach. Založen byl roku 1883. Klub měl úspěchy zejména před 2. světovou válkou a v 50. letech.
V letech 1905 a 1911 vyhrál Challenge Cup (pohár Rakousko-Uherska).
Dále má tři tituly rakouského mistra (1922, 1958, 1959), i jeho dvě účasti v Poháru mistrů evropských zemí byly poměrně úspěšné – v obou případech postoupil do čtvrtfinále (1958/59, 1959/60). V 90. letech 20. století však klub postihl bankrot, a to dokonce několikrát. Ten poslední v roce 2001 znamenal zánik klubu. Jeho nástupce Wiener Sportklub hraje nižší rakouské soutěže.

## Získané trofeje
- Rakouská fotbalová Bundesliga ( 3x )
  - 1921/22, 1957/58, 1958/59
- ÖFB-Cup ( 1x )
  - 1922/23